# Malina (piosenkarka)
Malina, właśc. Malina Stanczewa Stanczewa (bułg. Малина Станчева Станчева; ur. 7 czerwca 1967 w Sewliewie) – bułgarska piosenkarka. Nagrała dwa albumy studyjne: Ognena zwezda (2001) i Malina (2003).

## Dyskografia

### Albumy studyjne
- 2001: „Ognena zwezda”[1]
- 2003: „Malina”[2]

### Kompilacje
- 2013: „Złatnite chitowe na Malina”[3]

### Albumy wideo
- 2003: „Malina Best Video Selection 1”
- 2007: „Malina Best Video Selection 2”

### Single
| Wydany               | Tytuł                  |
| -------------------- | ---------------------- |
| 2000                 | „Samo ti”              |
| 2000                 | „Ne e grjach”          |
| 2000                 | „Łuda swetlina”        |
| 2001                 | „Diwa strast”          |
| 2001                 | „Ognena zwezda”        |
| 2001                 | „Da ili ne”            |
| 2001                 | „Samo mig”             |
| 2001                 | „Muzika”               |
| 2002                 | „Ne płaczi, zamyłczi”  |
| 2002                 | „Eła”                  |
| 2002                 | „Obiczam, łudo”        |
| 2003                 | „Leden swjat”          |
| 2003                 | „Samo me obiczaj”      |
| 2003                 | „Trygwam si”           |
| 2003                 | „Lubowta e”            |
| 2004                 | „Każi obiczam te”      |
| 2004                 | „Dwe oczi”             |
| 2005                 | „Ne znaesz”            |
| 2005                 | „Samo tazi noszt”      |
| 2005                 | „Iskam, iskam”         |
| 2006                 | „Czernite oczi”        |
| 2006                 | „Stud”                 |
| 2006                 | „Strast”               |
| 2006                 | „W tiszinata”          |
| 2007                 | „Drug pyt”             |
| 2007                 | „Oszte palisz”         |
| 2008                 | „Samo s teb”           |
| 2008                 | „Naj-krasiwata”        |
| 2008                 | „Umiram az”            |
| 2009                 | „Ne se sramuwam”       |
| 2009                 | „Mnogo sładko”         |
| 2009                 | „Moj”                  |
| 2009                 | „Ima koj”              |
| 18 marca 2010        | „Wsjakakwi myże”       |
| 11 lipca 2010        | „Situacija”            |
| 8 listopada 2010     | „Ałarma”               |
| 17 grudnia 2011      | „Naj-soleno”           |
| 13 sierpnia 2012     | „Dwojnici”             |
| 22 marca 2013        | „Wiż kakwo”            |
| 29 lipca 2013        | „Ako szte da zwynisz”  |
| 17 lutego 2014       | „Bez izwinenie”        |
| 20 sierpnia 2014     | „Amnezija”             |
| 14 października 2015 | „Pri teb e mi syrceto” |
| 13 sierpnia 2016     | „Dawaj ,pitaj”         |
| 21 października 2016 | „Ne te zabrawjam”      |
| 26 września 2018     | „Grechowe”             |

## Nagrody i wyróżnienia
Nagrody przyznane przez Now fołk:
- 2000, 2001, 2003, 2007 – oryginalna obecność sceniczna
- 2005 – wideoklip roku za „Ne znaesz”

Nagrody przyznane przez Płaneta TV:
- 2003 – taneczny teledysk roku za „Leden swjat”
- 2005 – najbardziej atrakcyjna prezentacja letniej trasy „Planeta Prima 2005”
- 2010 – 10 lat atrakcyjnej i imponującej kariery scenicznej
- 2012 – oryginalność i efekty sceniczne za „Dwojnici”

Nagrody przyznane przez EURODANCE:
- 2004 – pierwsze miejsce dla Bułgarii za „Leden swjat”

Nagrody przyznane przez Ladies Awards – Top 40 Beauty and Success:
- 2012 – najlepsze pop-folkowe ballady